# كاثلين ديلاني
كاثلين ديلاني (بالإنجليزية: Kathleen Delaney)‏ هي ممثلة أمريكية، ولدت في 5 مارس 1965 في دارين في الولايات المتحدة.

## وصلات خارجية
- كاثلين ديلاني على موقع IMDb (الإنجليزية)
- كاثلين ديلاني على موقع ANN person (الإنجليزية)